# Andrej Kuncewicz
Andrej Michajławicz Kuncewicz (biał. Андрэй Міхайлавіч Кунцэвіч; ros. Андрей Михайлович Кунцевич, Andriej Michajłowicz Kuncewicz) (ur. w 1979 w Mohylewie) – białoruski dziennikarz i polityk, zastępca szefa Administracji Prezydenta Republiki Białorusi.

## Życiorys
W 2002 r. ukończył studia z zakresu dziennikarstwa na Białoruskim Uniwersytecie Państwowym. Po studiach pracował w lokalnej gazecie Zara nad Drućciu w Białyniczach, początkowo jako kierownik działu listów, a następnie redaktor czasopisma. W 2007 ukończył Akademię Zarządzania przy Prezydencie Republiki Białorusi.
W 2009 r. rozpoczął karierę w strukturach samorządowych i państwowych od stanowiska zastępcy przewodniczącego Komitetu Wykonawczego Rejonu Szkłowskiego. W 2011 został szefem wydziału pracy ideologicznej Komitetu Wykonawczego Obwodu Mohylewskiego oraz pierwszym zastępcą szefa głównego wydziału pracy ideologicznej, kultury i spraw młodzieży Komitetu Wykonawczego Obwodu Mohylewskiego. W latach 2013–2016 piastował urząd wiceprzewodniczącego Komitetu Wykonawczego Miasta Mohylew. Od 2016 do 2017 był szefem głównego wydziału pracy ideologicznej, kultury i spraw młodzieży Komitetu Wykonawczego Obwodu Mohylewskiego, a następnie wiceprzewodniczącym Komitetu Wykonawczego Obwodu Mohylewskiego.
W sierpniu 2019 został mianowany zastępcą szefa Administracji Prezydenta Republiki Białorusi. Na tym stanowisku odpowiedzialny jest za ideologię państwową i media. 5 kwietnia 2021 r. został mianowany pierwszym wiceministrem informacji Republiki Białoruś.
Wymieniony na listach sankcyjnych państw bałtyckich.